# Italia ai XV Giochi olimpici invernali
L'Italia partecipò ai XV Giochi olimpici invernali, svoltisi a Calgary, Canada, dal 13 al 28 febbraio 1988, con una delegazione di 58 atleti, 16 dei quali donne. L'Italia chiuse questa edizione al decimo posto con due medaglie d'oro, una d'argento e due di bronzo.

## Medagliere per discipline
| Sport        | Oro | Argento | Bronzo | Totale |
| ------------ | --- | ------- | ------ | ------ |
| Biathlon     | 0   | 0       | 2      | 2      |
| Sci alpino   | 2   | 0       | 0      | 2      |
| Sci di fondo | 0   | 1       | 0      | 1      |
| Totale       | 2   | 1       | 2      | 5      |

## Medaglie d'oro
| Medaglia | Nome          | Sport      | Evento         |
| -------- | ------------- | ---------- | -------------- |
| Oro      | Alberto Tomba | Sci alpino | Slalom gigante |
| Oro      | Alberto Tomba | Sci alpino | Slalom         |

## Medaglie d'argento
| Medaglia | Nome             | Sport        | Evento |
| -------- | ---------------- | ------------ | ------ |
| Argento  | Maurilio De Zolt | Sci di fondo | 50 km  |

## Medaglie di bronzo
| Medaglia | Nome                                                          | Sport    | Evento             |
| -------- | ------------------------------------------------------------- | -------- | ------------------ |
| Bronzo   | Johann Passler                                                | Biathlon | 20 km              |
| Bronzo   | Werner Kiem Johann Passler Gottlieb Taschler Andreas Zingerle | Biathlon | Staffetta 4x7,5 km |